# Орр, Вики
Илэйн Виктория «Вики» Орр (англ. Victoria Elaine "Vickie" Orr; род. 25 февраля 1967 года, Хартселл, Алабама, США) ― американская профессиональная баскетболистка. Училась в Обернском университете. Играла на позиции центровой. В составе национальной сборной США стала бронзовым призёром Олимпийских игр 1992 года в Барселоне. В мае 2013 года включена в Зал спортивной славы штата Алабама.

## Баскетбол
Орр была приглашена в первую баскетбольную юношескую сборную США (сейчас она называется команда U19). Команда приняла участие в первом Юниорском чемпионате мира, проходившем в Колорадо-Спрингс, штат Колорадо, в августе 1985 года. Команда выиграла четыре матча и проиграла два, оказавшись на пятом месте. Результат Орр составил в среднем 3,8 очка за игру.
Орр была отобрана в команду, представлявшую США в 1987 году на Всемирной Универсиаде, состоявшейся в Загребе, Югославия. Однако Орр не смогла принять участие в игре, так как ей пришлось провести операцию по удалению аппендикса в Югославии. Команда США выиграла четыре из пяти игр. В стартовой игре против Польши, Гордон была лучшим бомбардиром команды США с результатом в 18 очков. После победы в следующем матче против Финляндии, США играет с хозяевами Универсиады, командой Югославии. Игра перешла в овертайм, но сборная Югославии победила со счетом 93-89. В следующей игре команда США встретилась со сборной Китая. Они выиграли со счетом 84-83, но они должны были победить с разрывом по крайней мере в пять очков, чтобы продолжить состязание за медали. Затем команда выиграла финальный матч против сборной Канады, обеспечив себе пятое место.
Орр была игроком сборной США в 1990 году на чемпионате Мира, состоявшемся в Куала-Лумпуре, Малайзия. Команда выиграла свою первую игру довольно легко, 27-балльной победы над сборной Чехословакией. Затем сборная США вступила в схватку с командой Кубы, которая одержала победу на американцами на отборном матче несколькими неделями ранее. Сборная США проигрывала после первого тайма, но затем получила преимущество в очках, победив со счетом  87-78. В следующей игре сборная США  проигрывала после первого тайма команде Канады, но смогла переломить исход игры, победив со счетом 95-70. После легкой победы над командой Болгарии, сборная США снова сошлась в борьбе с командой Чехословакии, в итоге победив с почти одинаковым результатом 87-59. В матче за звание чемпионов сборная США выиграла золотые медали со счётом 88-78. Результат Орр составил в среднем 7,9 очка за игру и девять блоков, второе место по результативности в команде.
Приняла участие в Олимпиаде 1992 года в Барселоне, где была удостоена бронзовой медали.